# Mipus isosceles
Mipus isosceles is een slakkensoort uit de familie van de Muricidae. De wetenschappelijke naam van de soort is voor het eerst geldig gepubliceerd in 1959 door Barnard.